# 视杆细胞

視桿細胞、視錐細胞能看到的各波長

视杆细胞（英語：rod cell）是视网膜上与视锥细胞相称的一种细胞，主要分布在视网膜中心周围，且较视锥细胞对光更敏感，几乎主要全部用于夜视力，并作为外围视力的支持。人类视网膜平均有约1亿2500万个视杆细胞。

## 形态
其树突呈细桿状，称为视杆，视杆外节的膜盘除基部少数膜盘仍与胞膜相连，其余大部分均在边缘处与胞膜脱离，成为独立的膜盘。
较视锥细胞，视杆细胞更尖细、瘦长，但两者基本结构是一样的。色素依附在细胞上皮的外围，维持着长时间的动态平衡，色素末端呈累起来的碟状。视杆细胞具有相当大的面积为视色素，因此极具捕获光线的能力。但由于其仅有一种光敏色素，而非视锥细胞的三种，因此很难形成色觉。
如同视锥细胞，视杆细胞也有一个突触末端，内里部分和外围部分。它的突触末端和另一个神经元形成一个突触，内里部分含细胞器和细胞核，外围部分则延向眼睛后端，并含光敏物质。

## 光感
1个光子就足以激发视杆细胞的活动，它对单个光子的敏感程度是视锥细胞的100多倍。也因此视杆细胞建立人类在夜晚最基本的视觉，暗视觉。视锥细胞则需要数十到上百个光子的激发。
数个视杆细胞通常由单个神经元间汇集，以收集和放大视觉信号。然而这对视敏度则有所损失，单个神经元和单个视杆细胞相连的结构可得到更清晰的视觉图景。
视杆细胞亦较视锥细胞传递光信号慢，收到刺激的时间约100毫秒。而这一特性虽然使其更适应于更少量的光线，但也降低了其捕获时空变化的能力，譬如快速闪现的图片。
乔治·沃尔德和其他人的实验表明，视杆细胞对510nm左右波长的绿-綠光最为敏感，对波长大于640nm的红光则显迟钝。